# Asesinato a distancia
Asesinato a distancia es una película argentina dramática y de suspenso de 1998 escrita y dirigida por Santiago Carlos Oves, basado en el cuento homónimo de Rodolfo Walsh. Es protagonizada por Patricio Contreras, Héctor Alterio, Laura Novoa y Fabián Vena. Se estrenó el 12 de febrero de 1998.

## Sinopsis
Un padre de familia pide auxilio a un investigador porque cree que la muerte de su hijo no fue un suicidio sino un asesinato.

## Reparto
- Patricio Contreras ... Daniel Hernández
- Héctor Alterio ... Silverio
- Laura Novoa ... Herminia
- Fabián Vena ... Lázaro
- Elvia Andreoli ... Regina
- Martín Adjemián ... Comisario Giménez
- Miguel Dedovich ... Braulio
- Omar Galvan ... Loco
- Guillermo Hermida ... Osvaldo
- Horacio Marassi ... Sebastián
- Gerardo Peyrano ... Ricardo
- Carlos Webber

## Comentarios
El crítico Fernando Álvarez en El Cronista Comercial opinó: “un policial al estilo de Agatha Christie en el relato de Oves que transita por la intriga y explora los cambios violentos de las conductas humanas”.
Para el crítico Claudio España, se trata de una película aburrida en la cual al director “lo traiciona su deseo de relatar literariamente, por encima de las necesidades de la imagen, que requieren una síntesis, ya que, por su elocuente grosor, hablan por sí mismas: largos planos sobre un personaje o dos, movimientos cambiantes en el escaso ritmo y la impericia para orientar a los actores menos duchos atentan contra cualquier unidad de estilo y contra el misterio del tema. Tanto molestan las nulas dotes interpretativas de uno de los actores que su peso en el ánimo de la audiencia lo vuelve tan sospechoso que nadie duda de que es el asesino. Y así es”.